# Сера Сан Факондино (Анкона)
Сера Сан Факондино (итал. Serra San Facondino) насеље је у Италији у округу Анкона, региону Марке.
Према процени из 2011. у насељу је живело 45 становника. Насеље се налази на надморској висини од 380 м.